# Proasellus henseni
Proasellus henseni is een pissebed uit de familie Asellidae. De wetenschappelijke naam van de soort is voor het eerst geldig gepubliceerd in 2001 door Magniez & Henry.